# Pauline Soullard
Pauline Soullard (ur. 24 kwietnia 1985 w Cholet we Francji) – francuska siatkarka, grająca jako środkowa. Obecnie występuje w drużynie Gazélec Béziers Volley-Ball.

## Kluby
| Klub                                   | Kraj    | Od        | Do        |
| AS Landaise Vendée                     | Francja | 1999–2000 | 2000–2001 |
| INSEP                                  | Francja | 2001–2002 | 2002–2003 |
| VBC Riom                               | Francja | 2003–2004 | 2005–2006 |
| La Rochette Volley                     | Francja | 2006–2007 | 2008–2009 |
| Union Stade français-Saint-Cloud Paryż | Francja | 2009–2010 | 2009–2010 |
| Gazélec Béziers                        | Francja | 2010–2011 | ....      |